# مرسدس-بنز کلاس-جی‌ال‌کا
مرسدس بنز کلاس جی‌ال‌کا (به آلمانی: 2013 Mercedes-Benz GLK-Class) نام یک خودروی ساخت مرسدس بنز آلمان است.
این خودرو از سال ۲۰۰۸ تا ۲۰۱۵ در حال تولید و در شهر برمن در آلمان ساخت و مونتاژ میگردد.

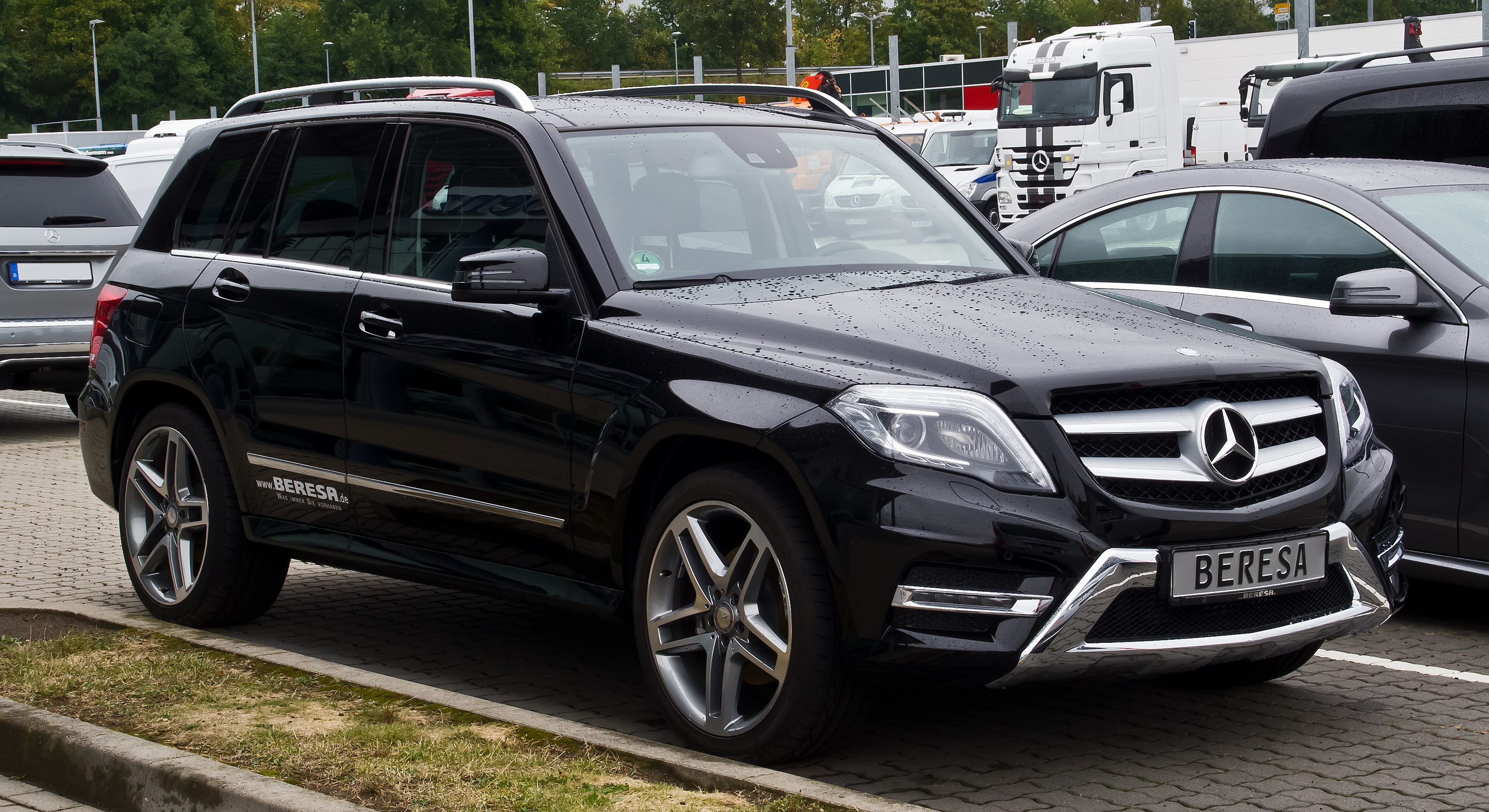